# Isaïe Ier d'Eghipatrouch
Isaïe Ier d'Eghipatrouch ou Ésayi ou Yesaï Ier Ełipatrušec‘i (en arménien Եսայի Ա Եղիպատրուշեցի) est Catholicos de l'Église apostolique arménienne de 775 à 788.

## Biographie
Ésayi ou Yesaï est originaire du village d'Eghipatrouch situé dans le district de Nig dans la province d’Ayrarat. Selon Stépanos Taronetsi, il est le fils d’une mendiante et il a été évêque de Goghtn (au Vaspourakan) avant son élévation au siège de Catholicos.
Le nouveau prélat doit faite face aux exactions du gendre de Soulaïman ibn-Yazîd, le gouverneur arabe d’Arménie qui se fait représenter à Dvin par son gendre, un nommé Ibn-Doké, fils d’une esclave grecque. Le doublement des impôts exigé par ce dernier entraîne l’émigration de 12 000 Arméniens vers les territoires contrôlés par l’Empire byzantin et la disparition de l'antique principauté féodale des Amatoumi dans l’Aragatsotn (province d’Ayrarat).
À la mort du Catholicos Yesaï en 788, Ibn-Doké met à profit la vacance du siège catholicossal pour se faire livrer le trésor de la basilique de Dvin, dont les ornements et les vases sacrés. Il ne consent à n’en rendre qu’une partie au nouveau Catholicos Étienne Ier de Dvin que contre le versement d’une importante contribution.